# 契斯特教團

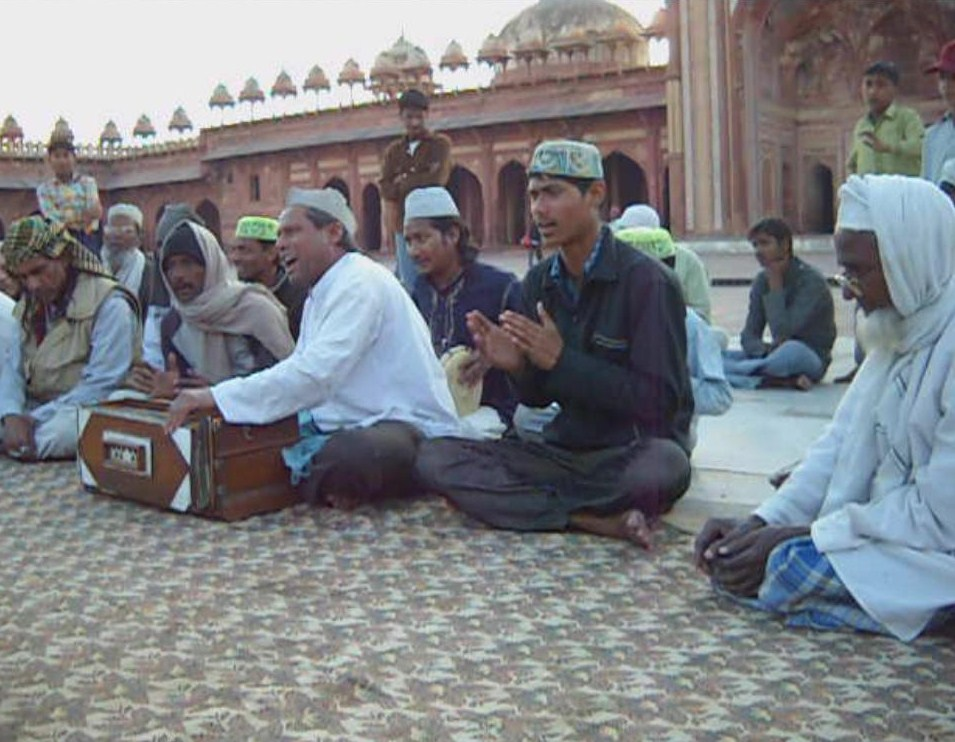

契斯提教團，是一個伊斯蘭遜尼派蘇非主義教團，約於公元930年在阿富汗赫拉特附近的一個小鎮契斯提成立，奠基人是阿布·伊斯哈克·沙米。 契斯提教團以其對愛，寬容和開放的重視而聞名。他們把教統追溯至第四任哈里發阿里
契斯提教團主要在阿富汗和南亞次大陸活動，這劬是在該地區四個主要蘇非教團中的第一個。在12世紀該教團被引入拉賈斯坦的阿傑梅爾和旁遮普邦的拉合爾，現在有幾個分支的教團，這是自12世紀以來最突出的南亞蘇非兄弟情誼。
在上個世紀，教團已延伸到阿富汗和印度次大陸之外。契斯提教團的老師在英國，美國，澳大利亞，非洲東部和南部也建立了中心。